# 苏维汇人

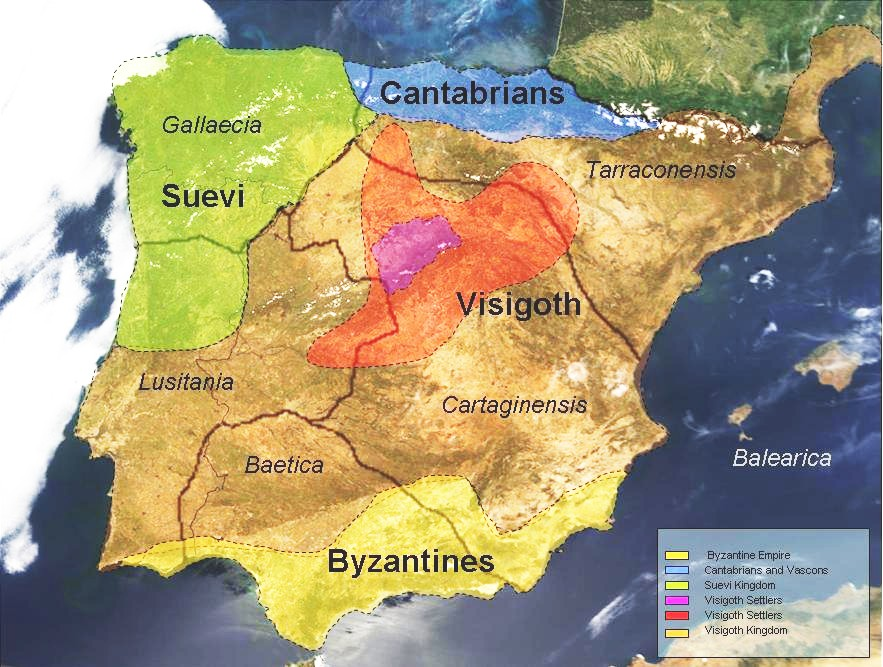
苏维汇王国和西哥特王国的对峙情况

苏维汇人（拉丁语：Suebi或Suevi，其族名可能来自于原始日耳曼语*swēbaz）古代日耳曼人的一支，在导致西罗马帝国灭亡的蛮族入侵中发挥了一定作用。

## 历史
苏维汇人最早出现于史册中是在尤利乌斯·凱撒时代，凱撒在镇压高卢凯尔特人起义时发现了苏维汇人，并认为他们是个威胁。之后，古典作家如斯特拉波、老普林尼、塔西佗和卡西乌斯·迪奥也提到了苏维汇人，塔西佗的《日耳曼尼亚志》是研究苏维汇人最重要的资料。这一时期的苏维汇人似乎没有固定的居住领域，分散地分布在整个东日耳曼尼亚地区；塔西佗把整个波罗的海周围地区叫做“苏维比亚”（今天德国士瓦本地区地名的由来）。塔西佗特别提到，苏维汇人没有统一的政治领导，他们分成许多部落居住，后来侵入意大利的伦巴底人就是其中一个部落。但是，现代研究者推翻了塔西佗的一些结论，他们认为许多塔西佗所说的，居住在苏维比亚地区的人群并不是日耳曼人。
罗马帝国后期，苏维汇人也成为冲击帝国边境的一支力量。406年，苏维汇人与汪达尔人和阿兰人一起渡过莱茵河，侵入高卢北部。409年，一部分苏维汇人在国王赫尔梅里克率领下翻越比利牛斯山侵入伊比利亚半岛，在半岛西北角建立了苏维汇王国，該王国持續了近两个世纪，并逐渐基督教化。苏维汇人先是於466年信奉了阿里乌派，后来又在560年改宗天主教，这导致他们与仍然信奉阿里乌派的西哥特人（另一支日耳曼民族）產生冲突；585年，西哥特人消灭了苏维汇王国。